# Dietrich Mayer
Dietrich Mayer (* 23. März 1940 in Wiesbaden) ist ein deutscher Jurist. Er war von 1993 bis 2005 Richter am Bundesverwaltungsgericht.

## Leben und Wirken
Mayer studierte Rechtswissenschaften in Mainz und Frankfurt am Main. Nach Abschluss seiner juristischen Ausbildung  trat er in den Justizdienst des Landes Hessen ein und wurde beim Landgericht Wiesbaden, beim Amtsgericht Wiesbaden und beim Amtsgericht Hochheim eingesetzt. 1974 wurde er zum Richter am Amtsgericht Hochheim ernannt. Ab Anfang 1977 war Mayer zugleich am Amtsgericht Wiesbaden tätig. 1978 folgte seine Abordnung an das Bundesdisziplinargericht in Frankfurt am Main. In demselben Jahr wurde er dort zum Vorsitzenden Richter ernannt.
Nach seiner Ernennung 1993 zum Richter am Bundesverwaltungsgericht wies das Präsidium Mayer dem 10. Revisionssenat, der damals für das Reisekosten-, Umzugskosten- und Trennungsgeldrecht zuständig war, sowie dem 1. Disziplinarsenat zu. Von 1997 bis 2003 war Mayer zudem Mitglied des 2. Disziplinarsenats. Mayer trat am 31. März 2005 in den Ruhestand.